# 淺蟲溫泉站
淺蟲溫泉站（日语：／ Asamushi-onsen eki */?）是青森鐵道青森鐵道線的鐵路車站，位於青森縣青森市。
車站與青森縣道269號和國道4號並行。車站為區內著名的旅遊區「淺蟲溫泉」而命名。週邊有多家飯店及日式旅館，因此在青森鐵道接手經營前的日本國有鐵道（日本國鐵）及東日本旅客鐵道（JR東日本）時代，曾是東北本線多種優等列車的停車站。2002年入選東北車站百選。青森鐵道接手後，本站成為了與青森站連結的區間車起訖站，平日設有5來回班次（土休日為3往復），也曾保留了原來可直達JR大湊線的快速列車，但在2021年時取消。

## 車站構造

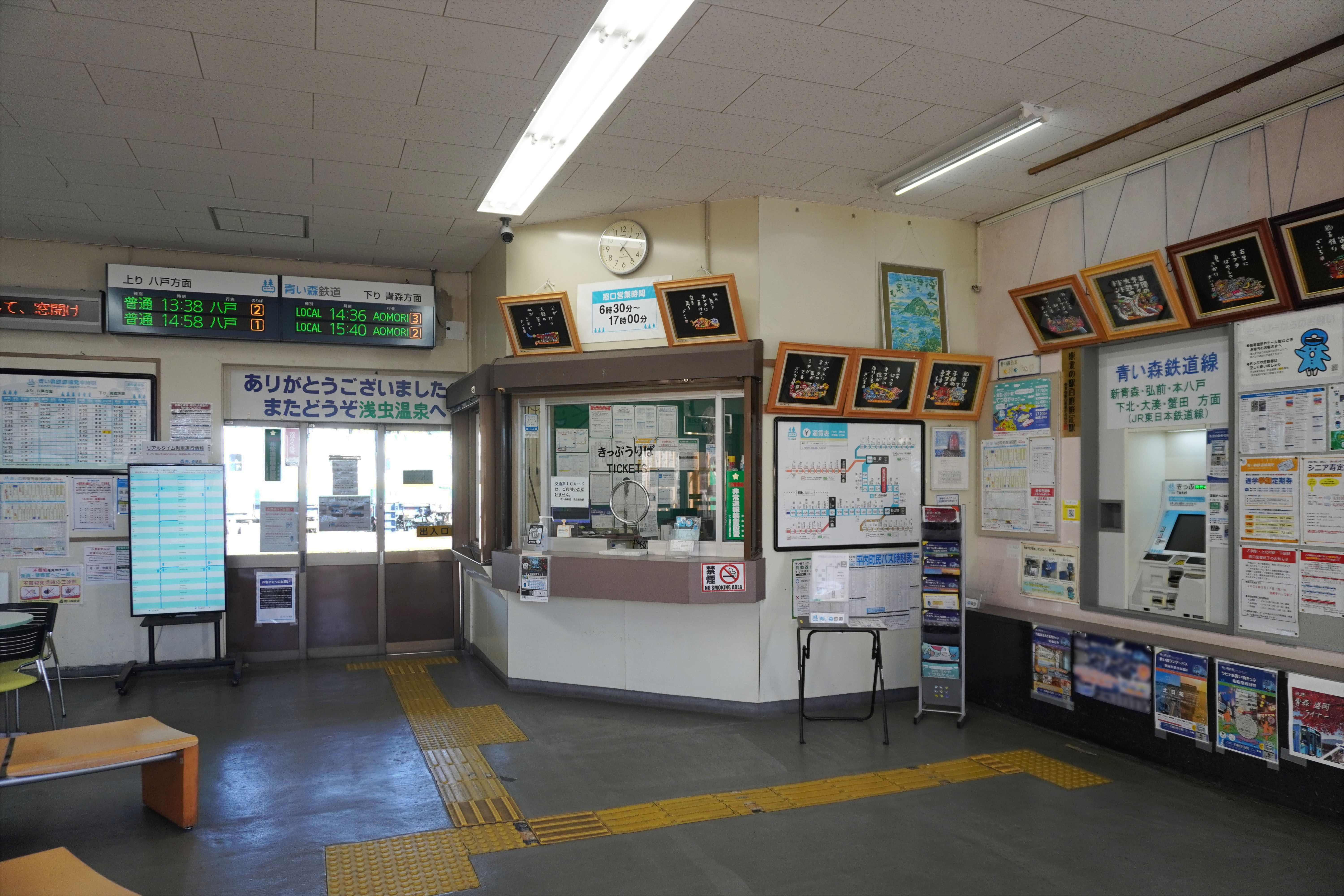
車站內部（2023年10月）

建有以水泥築成的單層站房一座，車站出入口設於左側，與其他主要車站相同，在正門前再設立一個玄關口緩衝區，入口改於左右兩側，並設有門扉或趟門以阻擋冬天時強烈的風雪；經玄關進站後即為候車大堂，設有2組附圓枱及3張座椅的候車工作區、四組可移動式弧型三座位無椅背木櫈，以及一組四獨立座位的塑膠候車椅；前方為剪票口；左側後方為原KIOSK，轉換後改為青森鐵道吉祥物命名的小商店「Molly's Cafe」，但已於但2025年3月31日時休業。前方為另一組出口，可通往左側的獨立洗手間樓，以及可連接月台的臨時剪票口。平時不予開放；右側為原站務室，前方現被淺蟲溫泉旅館連合租用，提供當地旅遊及住宿情報，中央設有一部自動售票機，後方為站務窗口及驗票窗口。
本站只設有西口一個出入口，但可經站外的陸橋前往車站東邊的道之驛淺蟲溫泉及國道四號。站房旁邊設有免費使用的足湯，而毛巾則可從旅館組合詢問處借用。足湯開放初期曾是全日開放使用，現在則只在日間開放。
由於車站廣場及入口均位於西側，對於人口較密集的東側並不方便，青森市因而在車站跨線橋的北端，興建了一條可以連接車站東、西兩側、並連結道之驛淺蟲溫泉「Yu～Sa市場」（ゆ〜さ市場）、郵艇碼頭、淺蟲海釣公園及晚霞海漢的步行天橋「淺蟲夕燒橋」（浅虫ゆうやけ橋）。把淺蟲地區一帶都完全打通。
在JR管轄時代末期，本站則為業務委託站（Jaster管轄，清晨及深夜時段外有3名站員駐守），另設有綠色窗口。

### 月台配置

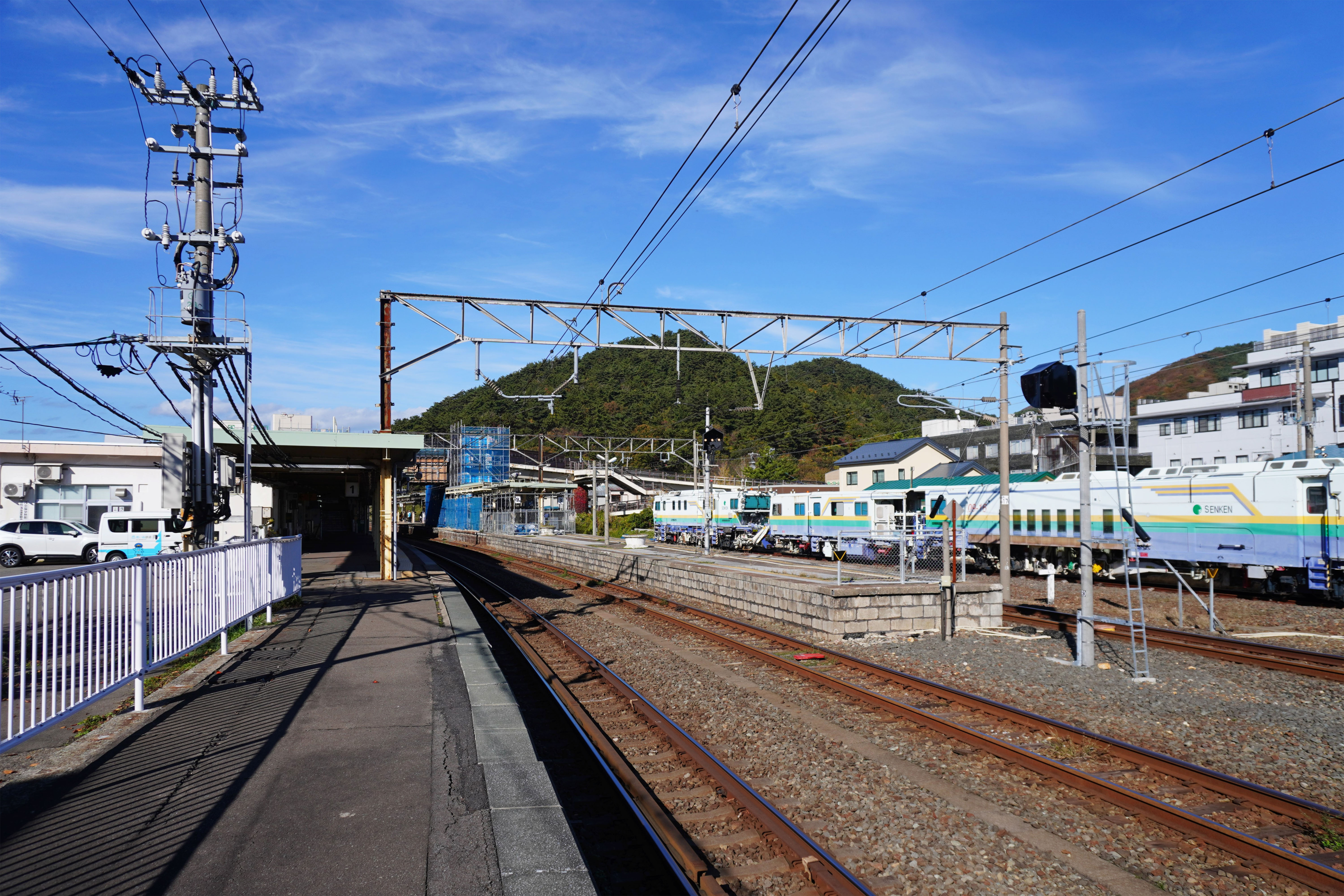
月台（2023年10月）

過往作為優等列車的停車站，因此本站配有1座側式月台和1座島式月台共2面3線，且月台較長。側式月台長度有250米；島式月台甚至接近280米。兩座月台間則以站內有蓋跨線行人天橋連接。但是由於現時青森鐵道的列車最多亦只派出4輛編成行駛，所以月台兩端大致上只是保留下來，不會使用。
另外在島式月台外側另設有一條保線用側線。並只能從青森方向駛入。
| 月台 | 路線        | 方向 | 目的地           | 備註                                   |
| ---- | ----------- | ---- | ---------------- | -------------------------------------- |
| 1    | ■青森鐵道線 | 上行 | 野邊地、八戶方向 | 全部上行列車                           |
| 2    | ■青森鐵道線 | 下行 | 青森方向         | 每天2班 主要用作上下行貨運列車避車之用 |
| 3    | ■青森鐵道線 | 下行 | 青森方向         | 下行主發月台                           |

## 歷史
- 1891年9月1日：日本鐵道東北本線淺蟲站（あさむしえき）開業。
- 1907年11月1日：日本鐵道國有化，由日本國鐵繼承經營。
- 1962年2月1日：貨物服務取消。
- 1967年3月10日：淺蟲隧道啟用。
- 1986年11月1日：改稱淺蟲溫泉站。
- 1987年4月1日：國鐵分割民營化，本站由JR東日本繼承經營。
- 1988年4月1日：本站曾一度改為業務委託站，自本日起重新昇格為直營站，由青森站派員駐守。
- 2002年：入選東北車站百選。
- 2005年4月1日：第2次業務委託化，轍去站長一職，由子公司Jaster（日语：ジャスター）接管。
- 2010年12月4日：隨東北新幹線全線開業，本站由青森鐵道繼承經營。
- 2012年4月1日：屬青森鐵路旗下的咖啡室「Molly's Cafe」率先在接管前於站內原便利商店店舖開業。
- 2014年3月31日：窗口不再辦理JR車票事宜。
- 2021年3月13日：隨時間表改正、直通JR大湊線的快速「下北」停止服務[1]。
- 2024年：站房改塗，首次以青森鐵道配色、並繪上吉祥物塗裝。
- 2025年3月31日：站內小賣店「Molly's Cafe」休業（實際為結束營業）。

## 使用狀況
《青森縣統計年鑑》及《青森市統計書》均沒有刊載有關本車站的使用量。而根據國土交通省「國土數值情報」，以下為本站1日平均上下車人次：
| 乘降人員推算 | 乘降人員推算     |
| 年度         | 1日平均 乘降人次 |
| ------------ | ---------------- |
| 2011         | 577              |
| 2012         | 567              |
| 2013         | 577              |
| 2014         | 549              |
| 2015         | 726              |
| 2016         | 699              |
| 2017         | 679              |
| 2018         | 683              |
| 2019         | 668              |
| 2020         | 375              |
| 2021         | 385              |
| 2022         | 525              |

## 相鄰車站
青森鐵道
■青森鐵道線
■普通
西平內－淺蟲溫泉－野內

### 附注
1. ↑  為津輕方言「想到哪裏去？」的會話版本。

## 外部連結
- 青森鐵道淺蟲溫泉站 （页面存档备份，存于）（日語）

- 青森鐵道－Molly's Cafe（已休業） （页面存档备份，存于）（日語）

40°53′27.56″N 140°51′43.92″E / 40.8909889°N 140.8622000°E